# Ониськово (Одесская область)
Ониськово (укр. Ониськове) — село, относится к Лиманскому району Одесской области Украины.
Население по переписи 2001 года составляло 834 человека. Почтовый индекс — 67521. Телефонный код — 4855. Занимает площадь 0,78 км². Код КОАТУУ — 5122782202.

## История
В 1945 г. Указом ПВС УССР село Ираклиевка переименовано в Ониськово.

## Местный совет
67520, Одесская обл., Лиманский р-н, с. Кирово, ул. Кирова, 4